# Милост (ТВ серија)
Милост (тур. Merhamet) турска је телевизијска серија, снимана 2013. и 2014.
У Србији је приказивана 2015. на телевизији Прва.

## Синопсис
Нарин је девојка која живи у сиромашном крају са својом породицом. Њен отац Реџеп беспослени је алкохоличар, који често малтретира своје најближе. Једино што жели је да постане успешна пословна жена, побегне из предграђа где је одрасла и стане на своје ноге. Међутим, отац не жели да јој дозволи да се школује, већ захтева од ње да ради и доноси му новац. Нарин има млађу сестру и старијег брата - док је сестра подржава у свему, брат је, заробљен у оковима традиционалних вредности, сагласан са оцем да она треба да напусти школу. Њена мајка Хатиџе такође стаје на супругову страну, желећи да избегне свађу и раздор у кући. Упркос овим околностима, Нарин покушава да буде јака, одлучна, трудећи се да у нимало перспективним околностима пронађе срећу.
Када добије обавештење да је примљена на Правни факултет у Истанбулу, она напушта породични дом и одлучује да прошлост дефинитивно остави иза себе, прекидајући сваки контакт са својим најближима. Након што стигне у велики град, спријатељује се са богаташицом Дениз, коју почиње да воли као сестру и која јој помаже у свему.
Временом, Нарин постаје успешан адвокат и чини се да њено пријатељство са Дениз ништа не може да угрози. Међутим, ствари крећу низбрдо када се Денизина млађа сестра Ирмак враћа из Швајцарске са својим вереником Фиратом. Нарин га препознаје — у питању је њена прва љубав, младић који је освојио њено срце у средњој школи и којег, упркос годинама које су прошле, још воли. Ипак, Фират није једина особа из прошлости која ће уздрмати њен савршен свет. Адвокатска фирма за коју ради преузима случај превртљивог Сермета Карајела, особе која ће је натерати да се сети времена када је била сиромашна злостављана девојчица, која је сањала о бољем животу...

## Ликови
- Нарин (Озгу Намал) - Нарин је снажан, интелигентан, марљив и поштен адвокат, који одише тајанственошћу. Захваљујући тврдоглавости и одлучности оставила је иза себе трауматичну прошлост и запослила се у водећој адвокатској компанији. Њен живот у ужурбаном Истанбулу не би био исти без Дениз, њене најбоље пријатељице из студентских дана. Иако Нарин никоме не дозвољава да пољуља њен савршени свет за који се борила, све ће се променити када се у њен живот врати Фират, њена прва љубав. Тада ће Нарин морати да се суочи са пробуђеним духовима прошлости, које вешто скрива од свих, па и од себе саме.

- Фират (Ибрахим Челикол) - Фират је син имућне породице, младић који је током живота имао све што је могао да пожели. Ипак, богатство га није искварило - високообразован је и ради као помоћник главног директора у једној међународној банци. Очекује га велико изненађење када једне вечери упозна старију сестру своје веренице. Наиме, Дениз је Ирмакина старија сестра и уједно најбоља пријатељица Нарин, девојке са којом је ишао у средњу школу. Тако се Фират потпуно неочекивано среће са Нарин, оживљавајући заборављену прошлост.

- Сермет (Мустафа Устундаг) - Сермет је од детињства заљубљен у Нарин, прати је у стопу и мотри на њу. Међутим, љубав му никада није узвраћена, иако јој је посветио читав свој живот. Напушта родно место и одлази у Истанбул, где се уплиће у прљаве послове, са циљем да се приближи Нарин. Управо ти послови обезбедиће му позицију имућног и похлепног шефа мафије. Опсесивно жели Нарин, па измишљајући правне проблеме планира да елиминише Фирата из њеног живота, а њу унајмљује као свог адвоката у спору против банке за коју Фират ради.

- Дениз (Бурчин Терзиоглу) - Дениз је живахна богаташица која обожава луде журке и најчешће их приређује у свом дому. Њен живот промениће познанство са Нарин, девојком из провинције. Њих две ће од студентских дана безусловно штитити и подржавати једна другу. С обзиром на то да је још као девојчица изгубила родитеље, те да су јој остали само стриц и сестра, Дениз доживљава Нарин као чланицу породице и свима око себе ставља до знања да је сматра најдрагоценијом особом у свом животу. Међутим, све се мења када се Нарин умеша у везу њене сестре Ирмак и Фирата.

- Ирмак (Јасемин Ален) - Ирмак је Денизина млађа сестра. Завршила је средњу школу и факултет у Швајцарској, а потом се преселила у Женеву. Она је дјевојка која жели да има савршено организован живот. Љубоморна је на Нарин, јер сматра да је заузела њено место у животу сестре, од које је годинама била раздвојена. Ирмак верује да је пронашла идеалног мушкарца у Фирату, ни не слутећи да његово срце куца управо за Нарин.

## Сезоне
| Сезона | Сезона | Број епизода (н) / (и)        | Приказивање у Турској                  | Приказивање у Србији                     |
| ------ | ------ | ----------------------------- | -------------------------------------- | ---------------------------------------- |
|        | 1      | 19 / 43 (1 — 19) / (1 — 43)   | 13. фебруар 2013 — 19. јун 2013. ()    | 23. фебруар 2015 — 7. април 2015. (Прва) |
|        | 2      | 25 / 54 (20 — 44) / (44 — 97) | 11. септембар 2013 — 12. март 2014. () | 7. април 2015 — 31. мај 2015. (Прва)     |

## Улоге
| Глумац:                        | Улога:              |
| ------------------------------ | ------------------- |
| Озгу Намал Елиф Џерин Баликчи  | Нарин Јилмаз        |
| Ибрахим Челикол Музафер Кујту  | Фират Казан         |
| Мустафа Устундаг               | Сермет Карајел      |
| Бурчин Терзиоглу               | Дениз Тунали        |
| Јасемин Ален                   | Ирмак Тунали        |
| Дилара Акјусек Еџе Наз Мутлуер | Шадије Јилмаз       |
| Киванч Касабали                | Синан               |
| Ајшегул Џенгиз Акман           | Хатиџе Јилмаз       |
| Тургут Тунчалп                 | Реџеп Москов Јилмаз |
| Коста Кортидис                 | Ердоган             |
| Џерен Ергинсој                 | Умухан              |
| Ахмет Рифат Шунгар             | Атиф                |
| Фират Албајрам                 | Џан                 |
| Мерт Асутај                    | Ерол                |